# Adjany Costa
Adjany Costa (Huambo, 1989) es una bióloga marina y conservacionista angoleña que ha desempeñado el cargo de Ministra de Cultura, Turismo y Medio Ambiente de su país.

## Trayectoria
Costa tiene un máster universitario y está trabajando para obtener su doctorado en la Universidad de Oxford. Es exploradora de la revista National Geographic, y ha aparecido en el documental de 2019 Into the Okavango sobre el delta del Okavango.
En abril de 2020, Costa fue nombrada Ministra de Cultura, Turismo y Medio Ambiente de Angola, convirtiéndose en la ministra más joven en la historia de su país. En octubre de ese mismo año, fue apartada del puesto por el presidente João Lourenço y reasignada como asesora del mismo.

## Reconocimientos
Costa fue la ganadora en 2019 del premio Jóvenes Campeones de la Tierra en representación del continente africano del Programa de las Naciones Unidas para el Medio Ambiente. Ese mismo año, recibió la Primera Orden del Mérito Civil angoleño en reconocimiento a su trabajo de conservación comunitaria en colaboración con el pueblo Luchaze de las tierras altas orientales de Angola y el delta del Okavango.